# 埃马纽埃尔·马克龙
艾曼紐·尚-米歇爾·弗雷德里克·馬克宏（法語：Emmanuel Jean-Michel Frédéric Macron，法語發音：[emanɥɛl ʒɑ̃ miʃɛl fʁedeʁik makʁɔ̃]；1977年12月21日—），法国政治人物，現任法國總統和安道爾親王，2014年8月26日出任总理曼努埃爾·瓦爾斯政府的经济产业更新和信息技术部部长，于2016年8月30日辞去政府部长职务。他於2016年4月6日成立名為「共和國前進！」的政黨，並且在2017年法國總統選舉中勝出，以39歲的年齡成為法國史上最年轻的總統以及繼拿破仑一世以來最年輕的法國國家元首。
2022年4月25日，马克龙在总统选举中再次获胜，连任法国总统。也是法国總統任期改制後首位順利连任的总统。

## 早期生活和教育
马克龙父亲让-米歇尔·马克龙是皮卡第大学的神经学教授，母亲弗朗索瓦丝（Françoise Macron-Noguès）是医学博士，父母親於2010年離婚。马克龙有一個弟弟洛朗（Laurent；1979年—）及一個妹妹埃丝特勒（Estelle；1982年—）。马克龙与祖母很亲密，部分时间与她住在一起。他学过十年钢琴，曾获得亚眠学院的一个三等奖。马克龙一家来自索姆省的奥蒂村。
他在亚眠的一所中学读了几年书，其后转到巴黎的亨利四世中学完成了中学的最后一年。此后在巴黎第十大学学习哲学，获得高等深入研究文凭 (DEA) 学位。1999年和2001年期间担任保罗·利科的助理，协助编辑利科的书《记忆、历史、遗忘》（La Mémoire, l'histoire, l'oubli）。马克龙曾经兩次申請入读巴黎高等師範學校，但最终没有得到入学资格，之后他进入巴黎政治學院进行学习公共指导与经济（Public Guidance and Economy），获公共行政碩士学位。2004年，自国家行政学院学习获得高级公务员資格。

## 公共和私人职业
马克龙2004年至2008年在法國經濟財政部担任财政督察。2007年他在法国经济学家及战略分析家雅克·阿塔利领导的提高法国增长委员会中担任副书记。
之后他离职到罗斯柴尔德银行任投资银行家，期间，他契订了雀巢和辉瑞之间备受瞩目的交易。

## 政治生涯

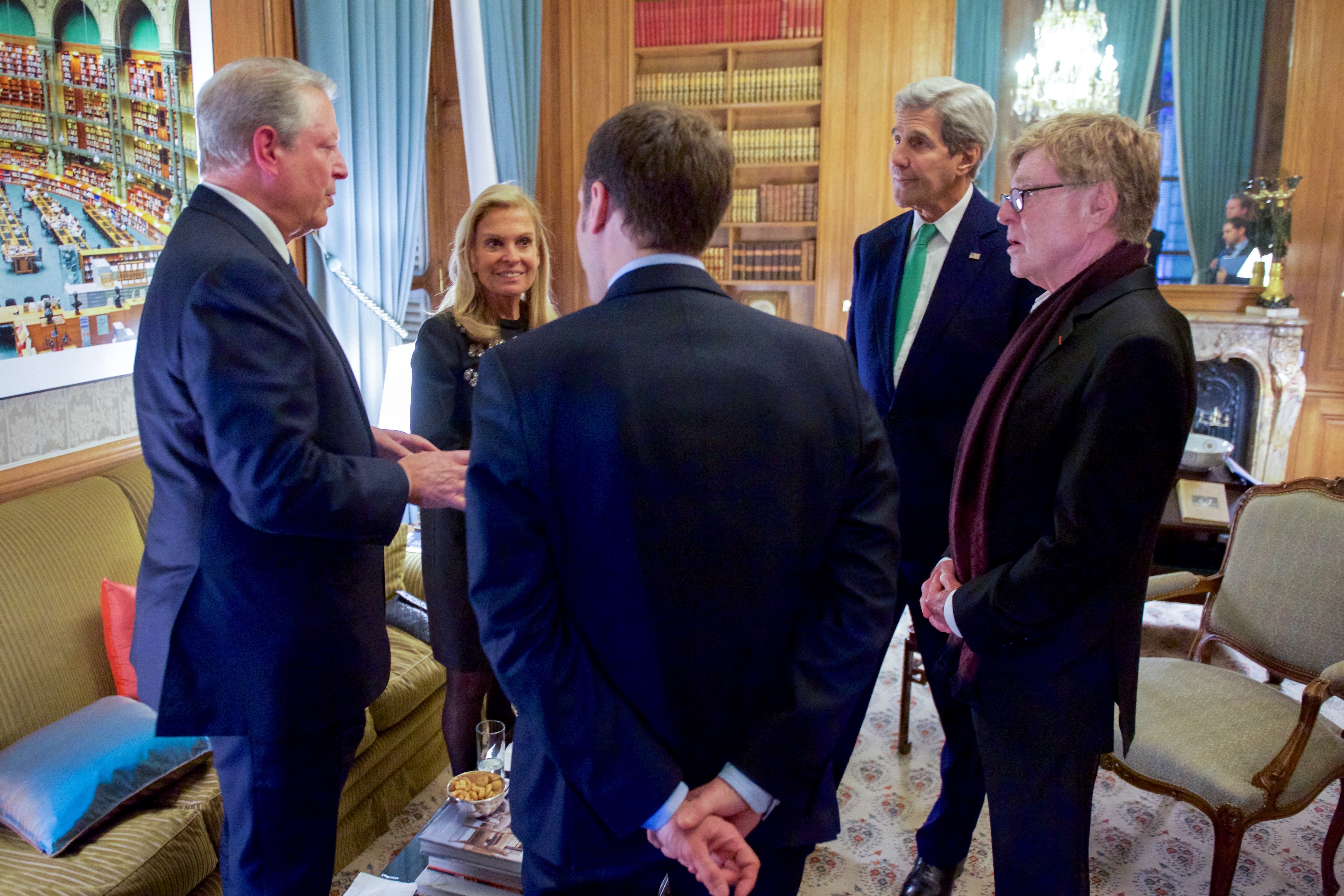
馬克龍、美國國務卿約翰·克里、美國前副總統阿爾·戈爾、美國駐法國大使珍妮·赫特利及演員勞勃·瑞福在2015年聯合國氣候變化大會上會面

馬克宏曾是法国社会党成员。在2012年至2016年，他是奧朗德領導的社會黨政府的成員。2012年至2014年，他是奥朗德总统時期的總統府副秘书长。2014年8月26日，馬克宏在第二瓦尔斯内阁中被任命为经济、产业更新和信息技术部长，取代阿诺·蒙特堡；在經濟部長任內，他代表社會黨政府推行勞工及經济改革，削減退休金及社會福利，推行新自由主义的经济政策，鼓吹“全民创业”(Tous entrepreneur)，受到不少左派人士的批評。
法國政府於2016年7月20日動用憲法中第49-3條，即政府可以不通過國會投票表決而通過某項法案，通過新勞工法，飽受爭議的「限制勞資調解委員會津貼」一條被廢除，但「經濟型解僱」被確定下來；35小時工作制被解禁，而帶薪假期也可以在剛入職時就享有，不需等待曾經的「權利開啟」。這是在總理瓦爾斯任期內第二個被通過的重要法案，另一項是經濟改革的馬克宏法案。2017年5月14日，马克龙正式就职成为法国总统与安道尔大公。
2018年11月，不滿馬克宏政府計劃提高燃油稅的民眾發起「黃背心運動」。2019年12月5日，法國多個工會聯合發起大罷工，抗議馬克宏政府推出為了解決各工會退休年齡不一及年金赤字問題的退休新制，是為1995年同樣是退休大罷工以來最大的一次罷工抗議行動。
2020年10月21日，马克龙在法國教師遭遇極端分子斬首案件的国葬仪式上，表明法国不會向伊斯蘭激進分子退讓，更不會放棄描繪穆罕默德的漫畫。欧盟成员国对此支持法国捍卫世俗民主价值观，但引起穆斯林世界廣泛不滿。在中東及北非多個國家，輿論紛紛號召罷買法國貨 。以伊斯兰为主要宗教的国家，如巴基斯坦、孟加拉、科威特、卡塔尔、约旦等穆斯林国家以及以色列均有发起游行，抗议马克龙涉及“侮辱伊斯兰教”的言论。
2021年5月22日，日本媒体《读卖新闻》宣布马克龙将会出席延至2021年7月的2020年东京奧運會開幕典禮。6月8日，马克龙在视察德龙省時遭當地一名名為达米安·塔雷尔（Damien Tarel）的男子掌掴，該名男子随即被逮捕；6月10日，塔雷尔在瓦朗斯的法庭被判监禁4个月，而該男子無固定工作，支持黃背心運動。2022年3月3日，馬克龍決定參加當年4月举行的法國总统选举。4月24日，馬克宏在法國總統選舉中獲得58.6%的得票率贏得大選，成為20年來首度連任成功的法國總統与法方安道尔大公。
2023年4月，馬克宏在出訪中華人民共和國的領導人會面結束後，於返程接受媒體採訪時，提到歐洲戰略自主以及成為美中以外的第三極的可能性。他認為歐洲的政策必須考量自身利益，不能純粹追隨美國的決定，而歐洲必須加速提昇軍事、科技、能源和金融層面的自主性，且須擺脫對美元的依賴，降低自身所採取模式的風險。在「台灣問題」上，馬克宏認為，由於歐洲無法解決「烏克蘭危機」，難以在台灣議題上提供可靠的立場承諾，因此歐洲不應插手台海衝突、「欧洲人最糟糕的情况，是听信美国的说辞和中国的过度反应。」 歐洲人亦應有獨立的軍事政策。由於此次受訪相關言論受到來自法國國內、外的觀點認為對中華人民共和國態度軟弱、傷害美國等友邦而受到批評，推特上也因此出現「Macroning」一詞以諷刺馬克宏的绥靖主义，認為他此次出訪為達成中方航空公司採購法國160架客飛機的「批量採購協議」合約，以及在天津開設第二條飛機組裝產線的協議，而出賣民主聯盟；《纽约时报》则评论称马克龙此次访华削弱美国遏制中国的努力。「對華政策跨國議會聯盟」譴責馬克宏傷害台灣和烏克蘭、分化歐洲，以及國際社會維護台海和平努力等相關言論失當，「臣服於極權中國的魅力攻勢」，該聯盟表示將致力確保其言論「成為民主政府的警鐘」；同時法國總統府對於該次採訪媒體的嚴厲審稿也受到批評。馬克宏於數日後受訪表示，法國對台灣問題的立場未改變，他在台灣問題支持「維持現狀」。
2024年7月26日，代表主辦國出席2024年巴黎奧運開幕禮。

## 政治立场

### 外交政策

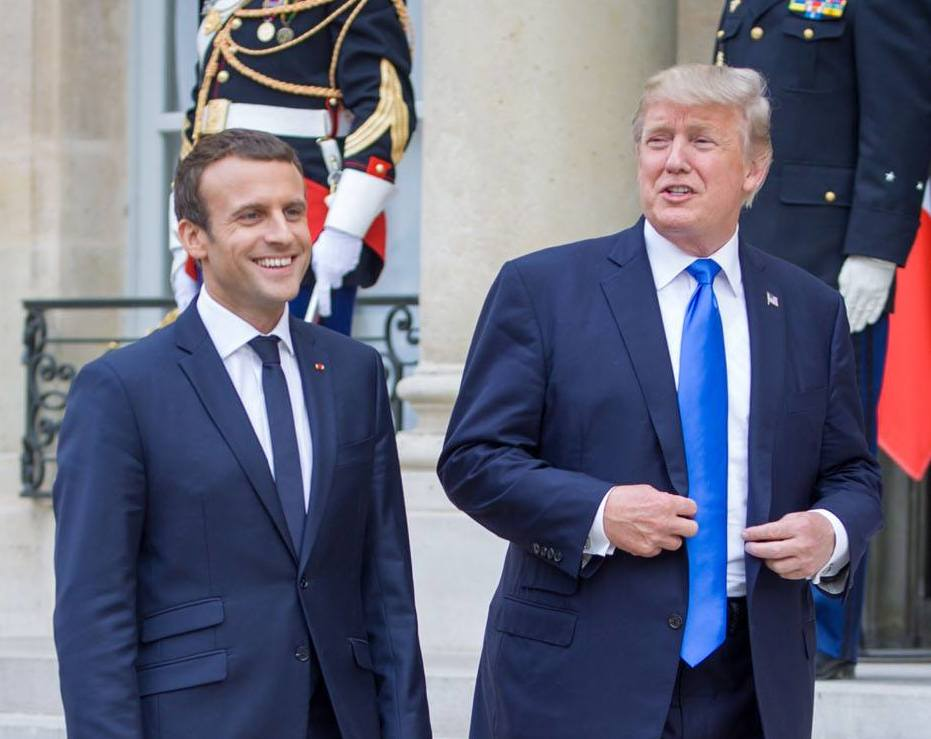
馬克龍在2017年巴士底日前夕接見美國總統唐納·川普

馬克宏将法国殖民阿爾及利亞称为“危害人类罪”。他还表示：“这是真正的野蛮，这是过去的一部分，我们需要以认错来对抗那些做出这些行为的人。”此番言論，導致法國保守派的憤怒。
2017年3月3日，馬克宏在接受《巴黎人报》采访时表示自己是“毛泽东主义者”，他还引用了已故中華人民共和國領導人邓小平的《黑貓白貓論》名言“不管黑猫白猫，能抓老鼠的就是好猫”，再加上許多政策及決議讓許多人民認為他是「親中派」。
2020年9月22日，马克龙在第75届联合国大会上表示“基本人权是普世价值，并不只是西方国家的价值观，不能一提到人权，就拿出干涉内政的理由来对抗”，应该派出国际调查团前往新疆调查中国维吾尔族人权问题的真實性。
馬克宏被一些评论家描述为亲欧派，但他自称为“不是传统意义上的亲欧派、欧洲怀疑论者或联邦制支持者”，并称自己的政党为“法国唯一的亲欧洲政治力量”。馬克宏曾公開提出歐洲戰略自主以及成為美中以外的第三極的可能性等觀點，他認為歐洲的政策必須考量自身利益，增加對於軍事、科技、能源和金融等領域的自主性，且須尋求擺脫對美元的依賴。

### 环境
在2015年联合国舉行气候变化会议之前，馬克宏呼吁加速生态转型，倡导“生态需求和经济需求之间的平衡”，表示法国政府应通过“五条战线”努力实现的目标是：“创新”、“简化”、“加强我们的能源效率和减少化石燃料的使用”、“能源竞争力”和“在欧洲和全世界的行动”。他支持其後達成的《巴黎協定》。
2017年因為美國總統唐納·川普領導的共和黨政府否定人為造成的气候变化的立場，馬克宏呼籲那些憂慮美國總統川普就任後，對美國政治環境產生變化的研究員、企業家和工程師前來法國工作和生活。

### 放寬勞基法
馬克宏認為：「要解決法國居高不下、逼近10%的失業率，關鍵就在冒著激怒勞工大舉上街示威的風險，為僵化的勞動法規注入彈性。政府希望賦予雇主更多和勞工談條件的權力，並希望限定勞工法院裁定的離職金上限。」

### 反貪腐
2017年，共和黨候選人兼前總理弗朗索瓦·菲永被爆為妻子虛設國會助理一職，讓她多年來坐領白支薪金接近100萬歐元。警方突擊搜菲永的國會辦公室和檢走文件，菲永兩夫婦接受警方調查。
為免醜聞重演，司法部長弗朗索瓦·贝鲁于2017年6月公布，禁止議員僱用家族成員的法案，7月提送國會。此案明定議員最長只能連任3次，因詐欺或貪腐定罪者，最長10年不得再任公職。

## 著作
- 《变革》（法国总统马克龙亲笔自传） 2018-01 四川人民出版社
- 《重塑法国：法国总统马克龙访谈录》 2020-04 上海译文出版社
  - 全书分为三个部分，其一是埃马纽埃尔·马克龙自2015年来接受《壹号周刊》杂志三次采访的全记录，其中的第三次采访记录是首次发表；其二是马克龙为法国政治家米歇尔·罗卡尔和亨利·埃尔曼撰写的文章；其三是由法兰西院士、记者和政治评论家分别从不同的角度出发撰写的马克龙印象。

## 个人生活

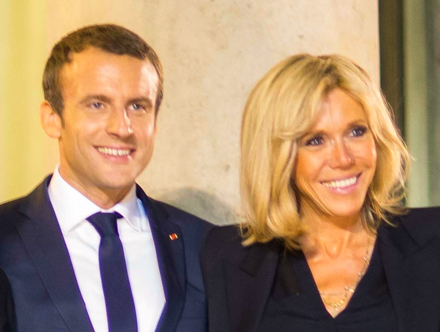
馬克龍及其妻子布麗吉特·托涅，攝於2017年

馬克宏的妻子布麗吉特·瑪麗-克洛德·托涅原是他在亞眠就讀高中時的老師，比馬克宏年长24岁，馬克宏不顧父母勸阻，於2007年10月20日结婚。碧姬出生於巧克力製造商世家，1974年6月22日曾與銀行家前夫安德烈·路易·奧齊埃爾（André Louis Auzière，1951-2019）結婚，育有3個孩子：塞巴斯蒂安·奧齊埃爾（Sébastien Auzière，1975-）；洛朗斯·奧齊埃爾（Laurence Auzière，1977-）；蒂費納·奧齊埃爾（Tiphaine Auzière，1984-）。碧姬2006年與前夫離婚，2007年與馬克宏結婚。
馬克龍本人並無親生子女，他的繼子女幾乎都比他還要年長，只有一位比他年輕。

## 荣誉

### 外国勋章奖章
- 芬兰白玫瑰大十字勋章附颈饰（芬兰，2018年[47]）
- 大象勋章（丹麦，2018年8月28日[48]）
- 无穷花大勋章（韩国，2018年10月15日批准[49]）